# Tantilla wilcoxi
Espèce
Synonymes
- Tantilla deviatrix Barbour, 1916
- Tantilla wilcoxi rubricata Smith, 1942

Statut de conservation UICN

 LC  : Préoccupation mineure
Tantilla wilcoxi  est une espèce de serpents de la famille des Colubridae.

## Répartition
Cette espèce se rencontre :
- au Mexique ;
- aux États-Unis dans le sud de l'Arizona.

## Description
L'holotype de Tantilla wilcoxi mesure 184 mm dont 40 mm pour la queue.

## Étymologie
Cette espèce est nommée en l'honneur de Timothy Erastus Wilcox (1840-1932), un chirurgien, pour sa collection des premiers spécimens.

## Publication originale
- (en) Leonhard Stejneger, « The reptiles of the Huachuca Mountains, Arizona », Proceedings of the United States National Museum, Washington, Inconnu, vol. 25, no 1282,‎ 1902, p. 149–158 (ISSN 0096-3801 et 2377-6560, OCLC 1259735, DOI 10.5479/SI.00963801.1282.149, lire en ligne).